# پلیس‌ها و سارقین مسلح (فیلم ۱۹۷۳)
پلیس‌ها و سارقین مسلح (انگلیسی: Cops and Robbers) یک فیلم در ژانر سرقت و کمدی به کارگردانی آرام آواکیان است که در سال ۱۹۷۳ منتشر شد.

## بازیگران
- کلیف گورمن
- جوزف بولونیا
- مارتین کووا
- جان پی. رایان
- جو اسپینل
- لین اسمیت
- ریچارد وارد
- آلبرت هندرسون